# 竜首水瓶
竜首水瓶（りゅうしゅすいびょう）、国宝指定名称「金銀鍍龍首水瓶」（きんぎんとりゅうしゅすいびょう）は東京国立博物館所蔵の水瓶である。7-8世紀アジアにおける東西文化交流の象徴的な存在と評され、法隆寺献納宝物のひとつとして国宝に指定されている。

## 概要
竜首水瓶は鋳銅製の水瓶であり、注ぎ口は竜頭を、取っ手が竜身を模している。銅の上に鍍金をし、さらにその上に鍍銀を重ねる複雑な製法によってササン朝ペルシャ製銀器を再現しており、胴部には鍍金によってペガサスの絵図が施されている。日本で7世紀から8世紀にかけて製作されたとみられており、詳細な製作年代については議論があるほか、一部分の材質およびその来歴にも不明な点がある。ペルシャ風の器形に西洋由来のペガサス、中国由来の竜というモチーフを合わせた、古代東アジアにおける東西交流の象徴として高い歴史的・美術的評価を得ている。

## 特徴

### 形状・構造
寸法は、総高49.9センチメートル、胴径18.6センチメートル、重さ3405グラムである。
本体は細長い頸部と下膨れの胴体、朝顔形の台脚から成っており、注ぎ口が竜頭を、取っ手が竜身をそれぞれモチーフにしていることが「竜首水瓶」と呼ばれる由来となっている。取っ手の竜身はねじられており、腹部には蛇腹の、背部には鱗の模様が施されている。竜の口にあたる部分は注ぎ口となっており、竜の頭部(上顎より上)をかたどったフタは本体と別鋳で、蝶番で本体に留められ、開閉する仕組みである。取っ手を握った状態で竜頭部のツノに手をかけると蓋が開くようになっている。目にあたる部分には緑色の透明なガラス玉がはめられている。頸部は中心に向かって細く狭まった縦に長い鼓形である。頸部および底部は胴部との境目にある紐帯で固定されている。胴体の底部と台脚は合計24個の鋲で固定されている。
竜首水瓶のような下膨れの胴に取っ手がついた形状の水差しは「胡瓶」と呼ばれるササン朝ペルシャの特徴的な器であり、唐ではこれらに影響を受けた工芸品が数多く作られた。竜首水瓶もその流れを汲んで日本で製作されたものとされている。中野は「古代ペルシャの器形と中国の伝統である竜という二つの要素を一つに融合した」ものであると述べている。

### 材質

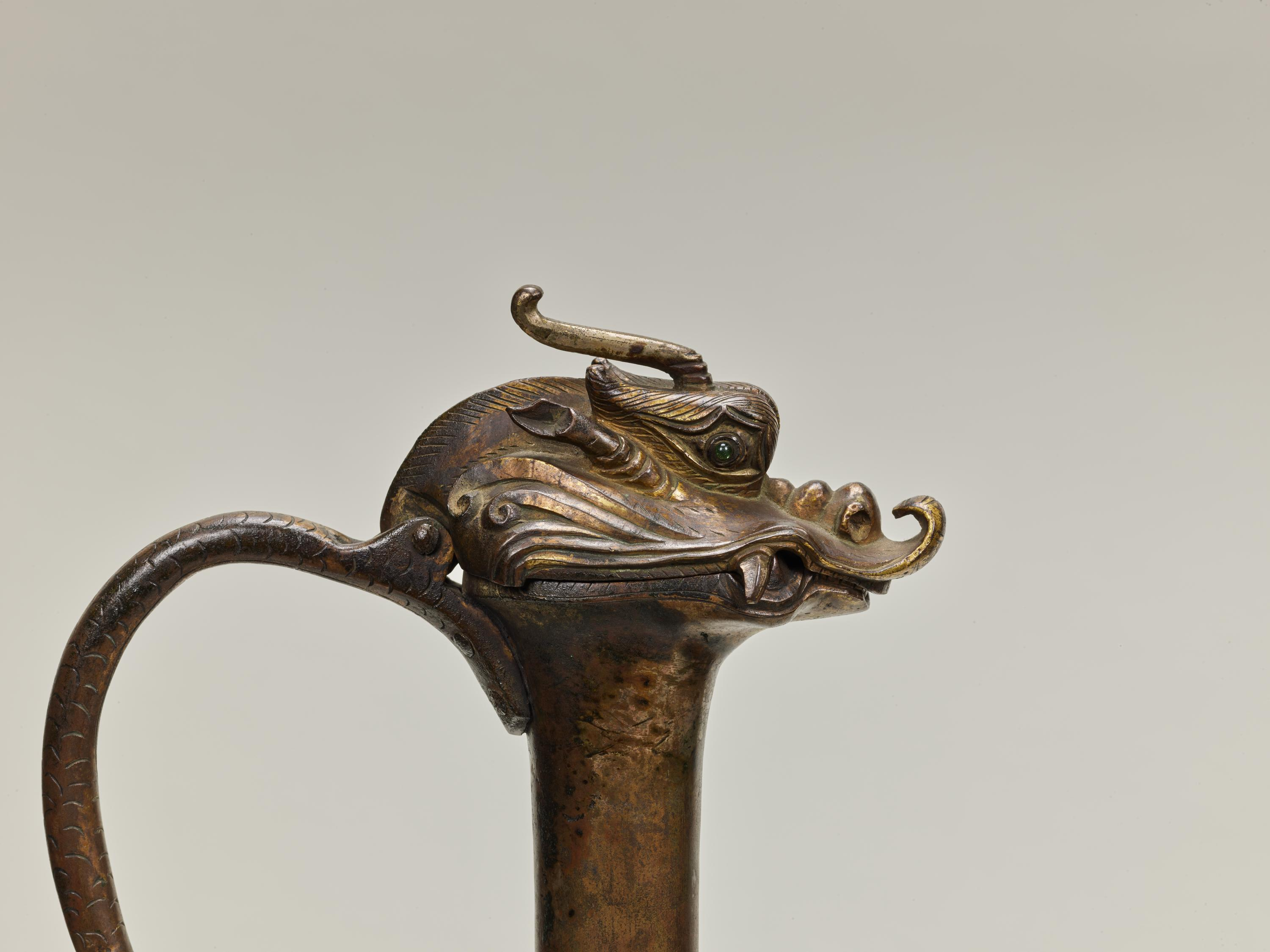
竜頭の右側面。緑のガラスが嵌っている。

器体の材質は鋳銅製で、胴と脚部は轆轤引きによって整形されている。その表面全体に鍍金を施したうえで、さらに全体に鍍銀を施し、一部に再び鍍金が施されている。蛍光X線分析による調査では、器体から銅と錫が検出されており、同様に金、銀、水銀も検出されていることから、青銅製の器体表面にアマルガム法で鍍金銀が施されていると考えられている。二度目の鍍金が施されている箇所はフタ(外側および内側の一部)、注ぎ口(竜頭の下顎にあたる部分)、胴部の有翼馬文(#意匠で後述)、胴部上下の紐帯、取っ手とみられる。轆轤引きによって整形された胴部とは異なり、フタ、取っ手、注ぎ口上部は手仕上げによって整形されている。材質についての議論は「#器体の材質」を参照。
何度もめっきを施す複雑な製法を取った理由について、加島は「当時の日本にはこれだけの器をつくる銀がなかったのではないだろうか。だから、その代用として銅で器をつくったのだろう」と述べたうえで、銅には直接鍍銀を施せないため、一度鍍金を施してから鍍銀を施すことでペルシャ製銀器を再現しようとしたのではないかと推測している。
鋳造方法について、中野は蝋型鋳造による鋳銅製であろうと推測しているが、東京国立博物館の2022年の報告書では蝋型鋳造であるとの積極的な根拠を跡付けることはできなかったと述べている。
目に使われている緑色で透明な球体は、内部に気泡があることからガラス製とみられている。蛍光X線分析測定の結果、眼球からは鉛が強く検出された一方でバリウムは検出されなかったため、材質は中国以外で生産された鉛ガラスである可能性が高い。
なお、経年劣化によって全体的に表面の摩耗や変色が進んでおり、特に頸部は手擦れによって表面の銀鍍金が摩耗して下層の鍍金が露出しているほか、頭部および内部では銅に由来する緑青錆が確認されている。

### 意匠

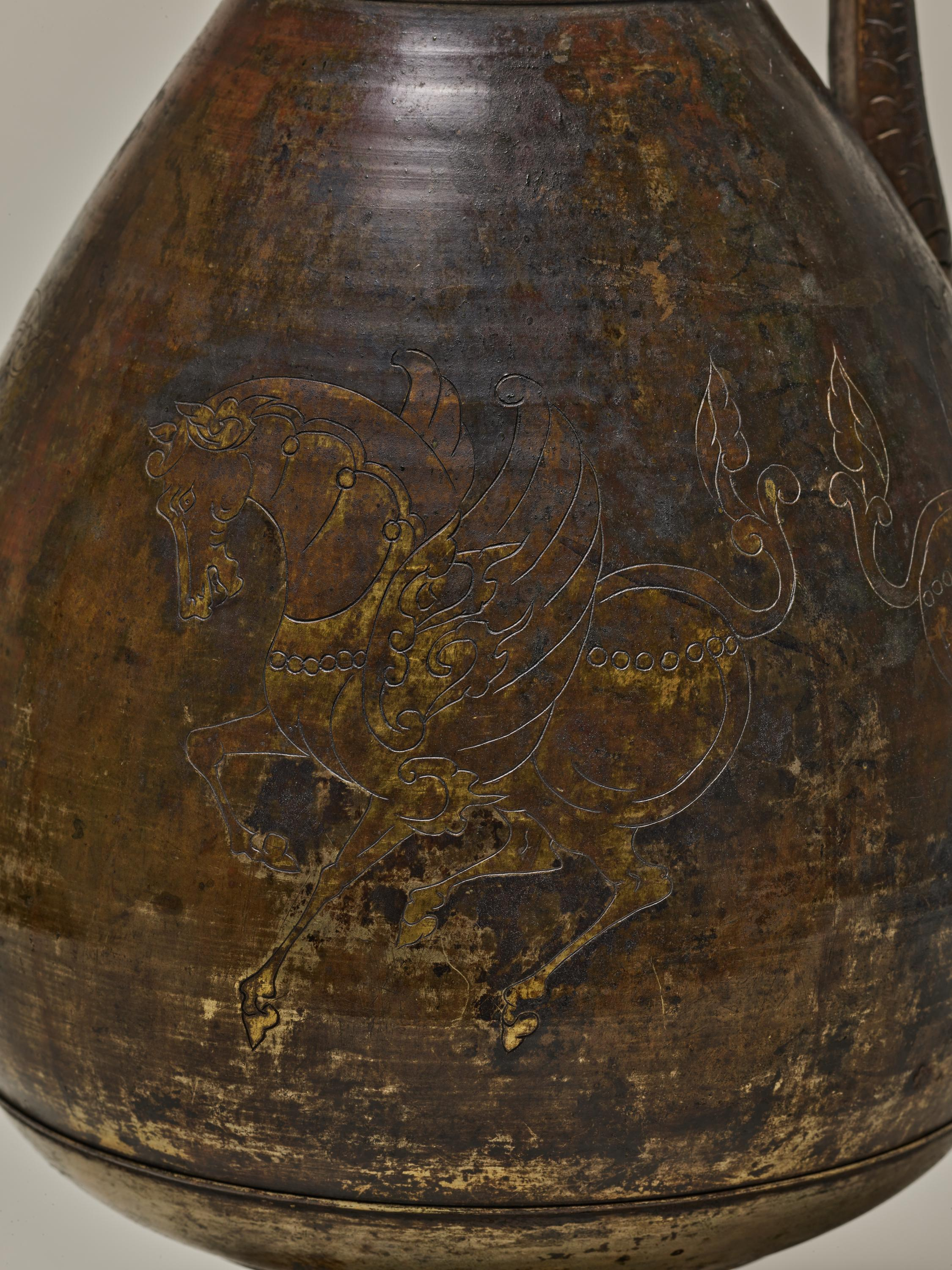
有翼馬文

胴部には向かい合わせのペガサス(有翼馬)の絵が2対、合計4頭、線彫りであらわされており、線彫りの部分には鍍金が施されている。4頭の馬はいずれも類似の形をしているが装飾具などに細かな違いが見られ、手本を元にフリーハンドで書かれたものだと考えられている。
ペガサスの文様について、1926年の『帝室博物館図録』では馬の形状がペルシャ由来のものであることが指摘されており、この頃には竜首水瓶は唐を中心とした東西交流の産物であり、器形およびペガサスの文様はササン朝ペルシャ由来であるとの評価が一般的になっていた。蔵田はペルシャ製の銀製水差しと竜首水瓶を比較して形状および意匠の類似点を指摘しており、東京国立博物館は2022年の調査報告書で、1958年に「銀竜首胡瓶」の名で重要文化財に指定されたのは、当時ペルシャ製銀器との類似が指摘されていたことに影響を受けていたのではないかと推察している。

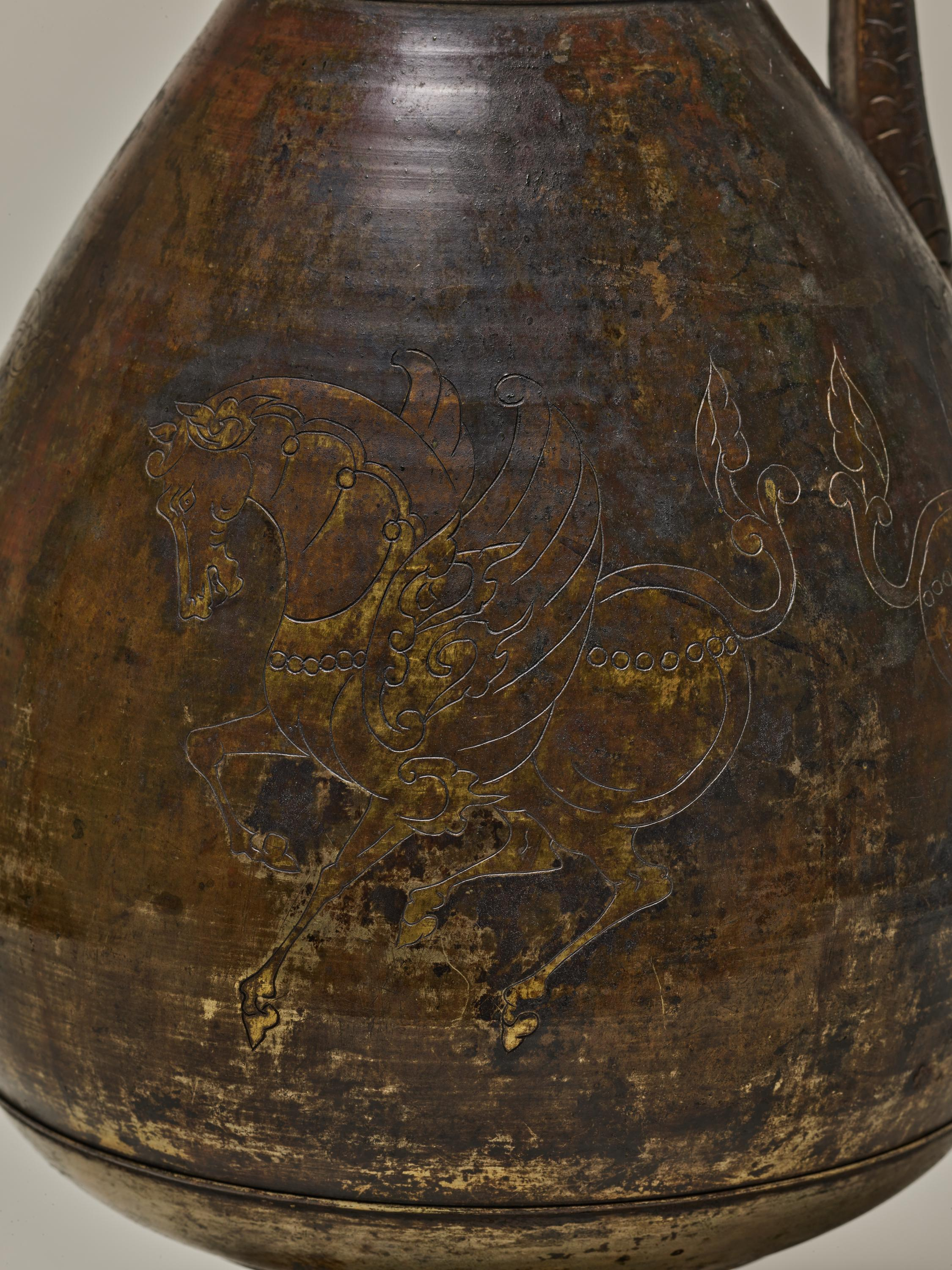
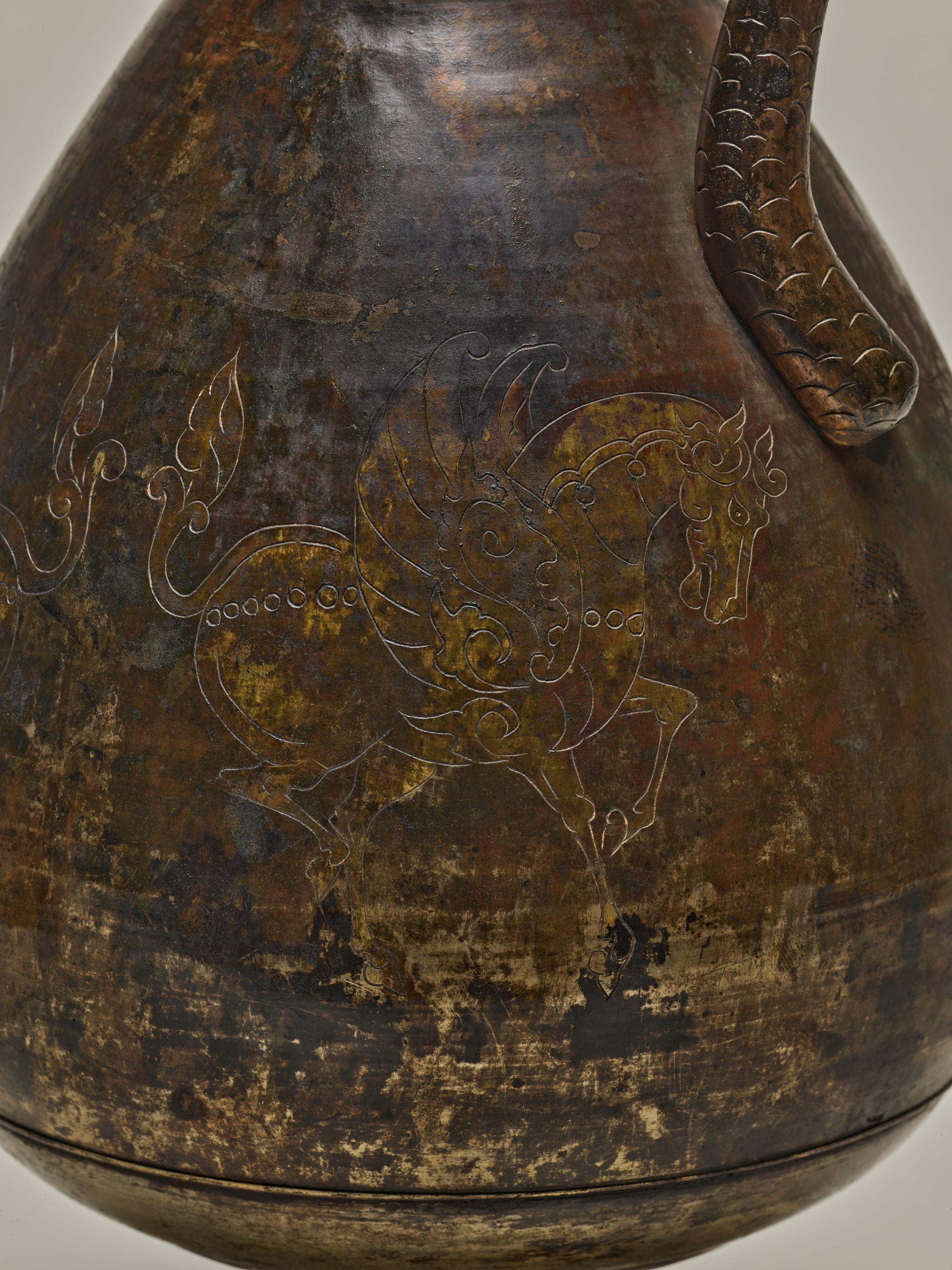
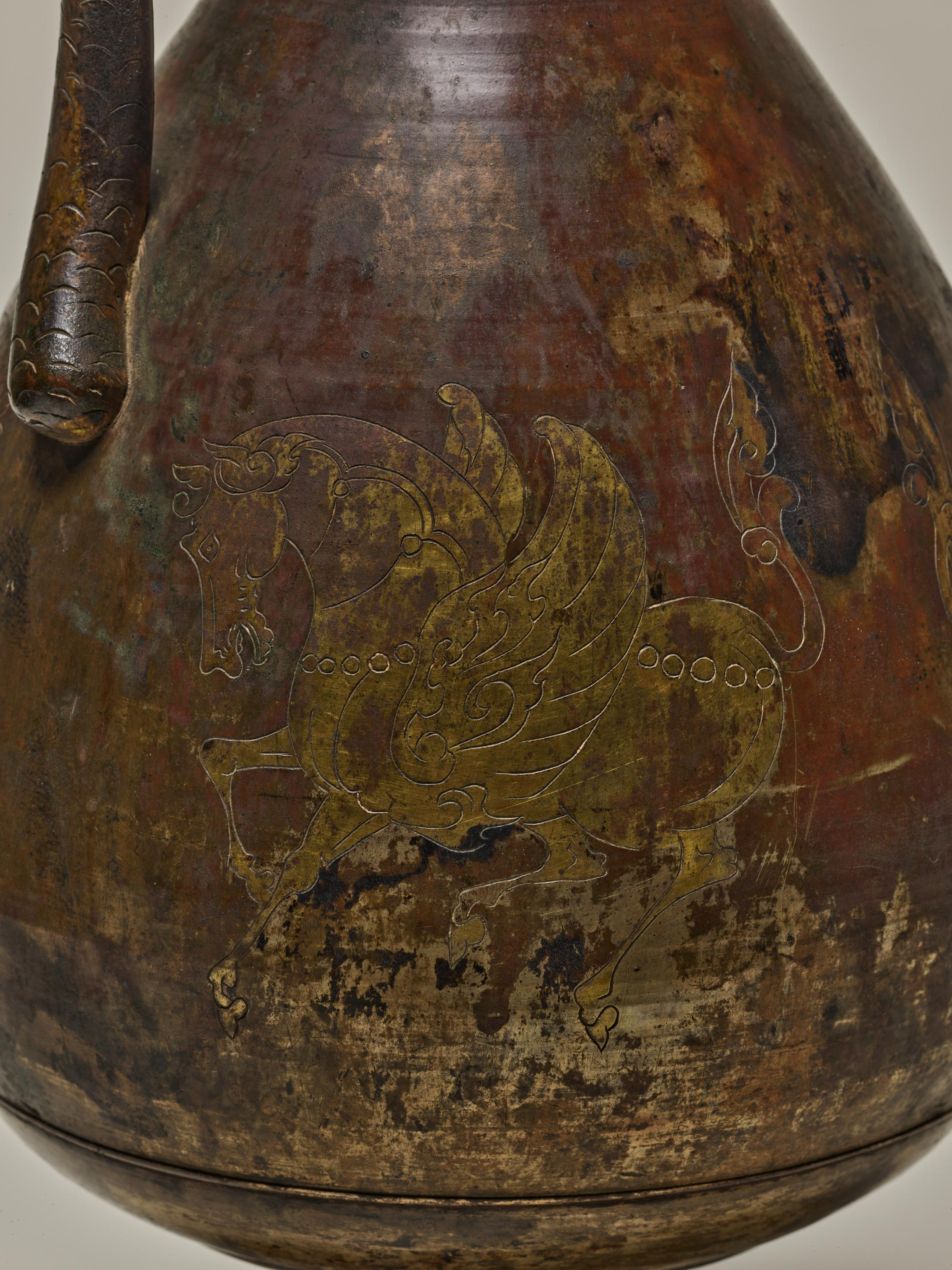
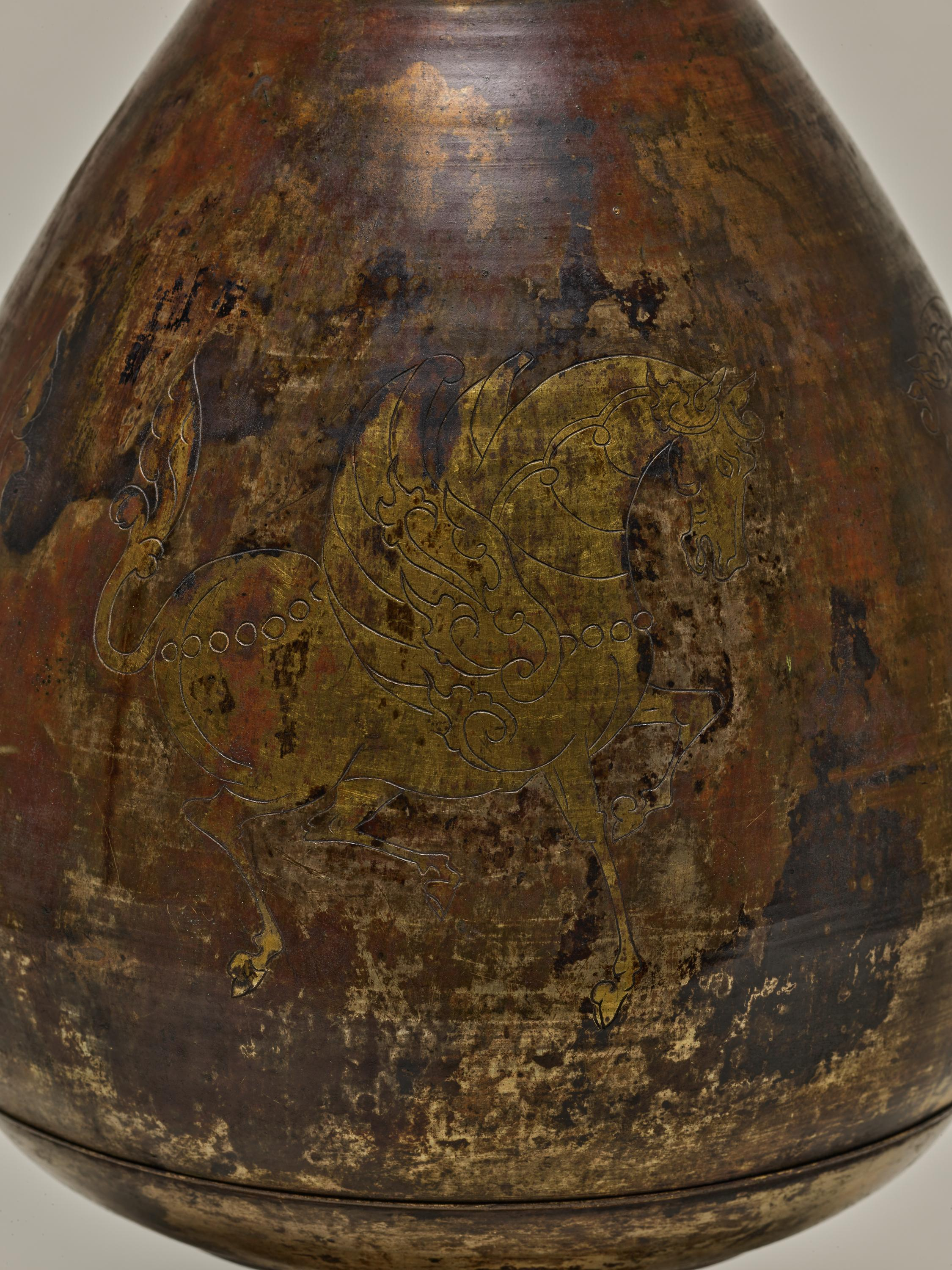

### 墨書銘
胴部には墨で文字が書かれており、「北堂丈六貢高一尺六寸」と書かれているとされている。墨書が記された時期については奈良時代8世紀の筆跡であるとの見方が通説とされている。なお、墨書の状態は1989年時点で「ケースの外側からはその存在すら明らかでない」「実物について見ても肉眼では辛うじて墨痕を認めうる程度」と述べられている。墨書の解釈をめぐる論争については「#墨書および来歴」を参照のこと。

### 付属品
二重の外箱がある。外側の箱は杉製で、内側は漆塗である。また、白地平絹包裂1枚と浅葱地桐鳳凰文緞小袋1袋がある。

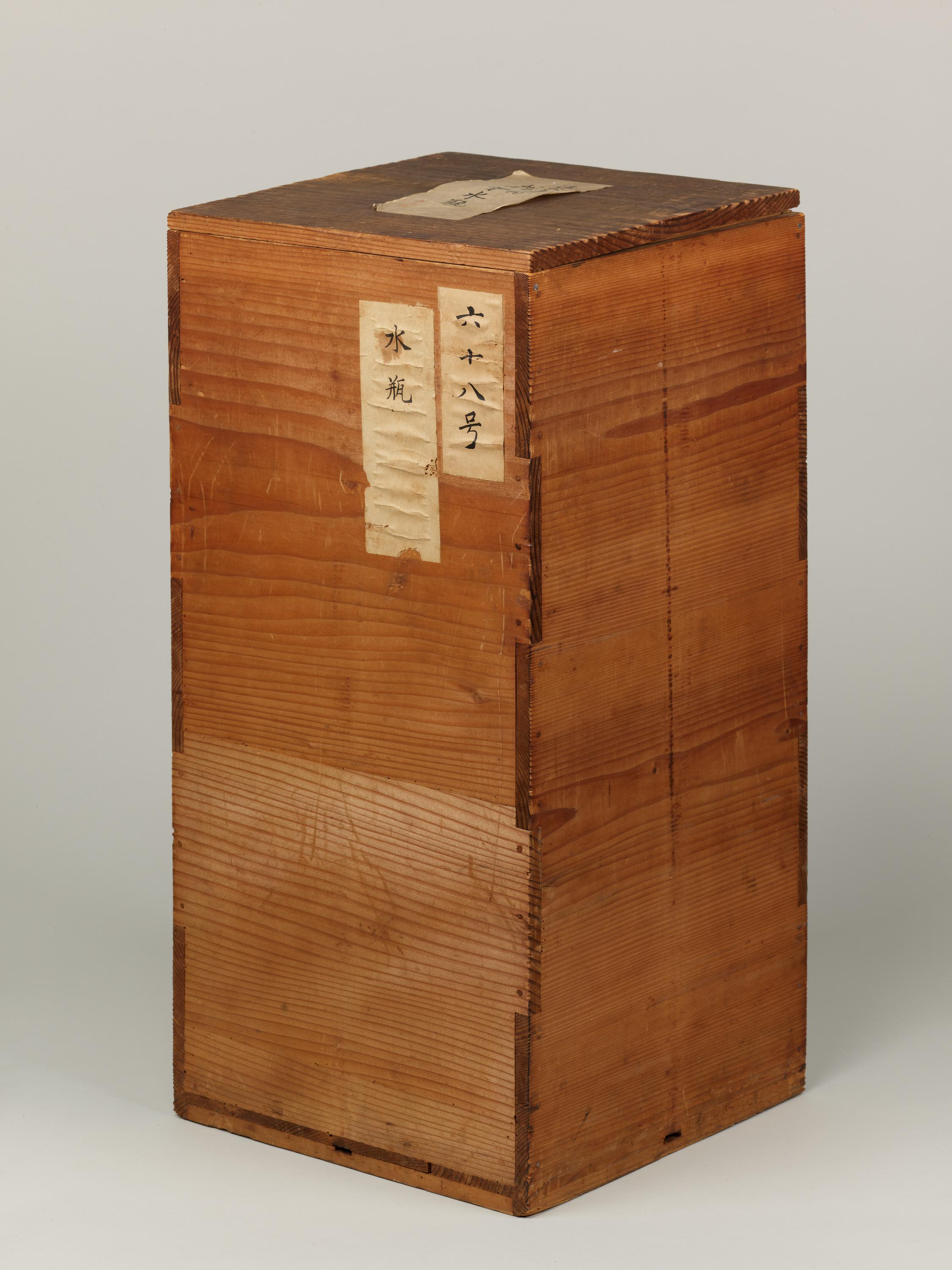
杉製の外箱
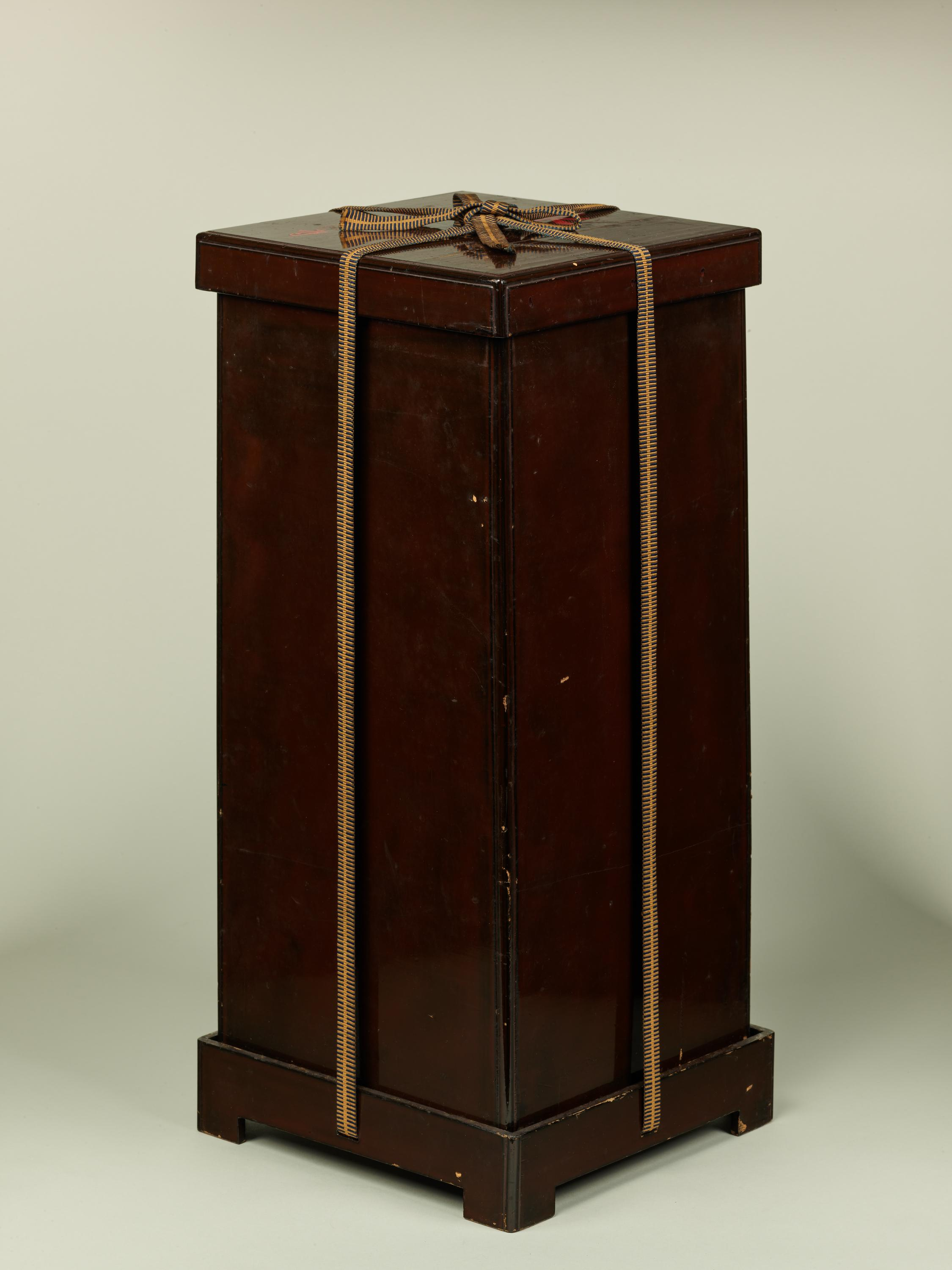
漆塗りの内箱
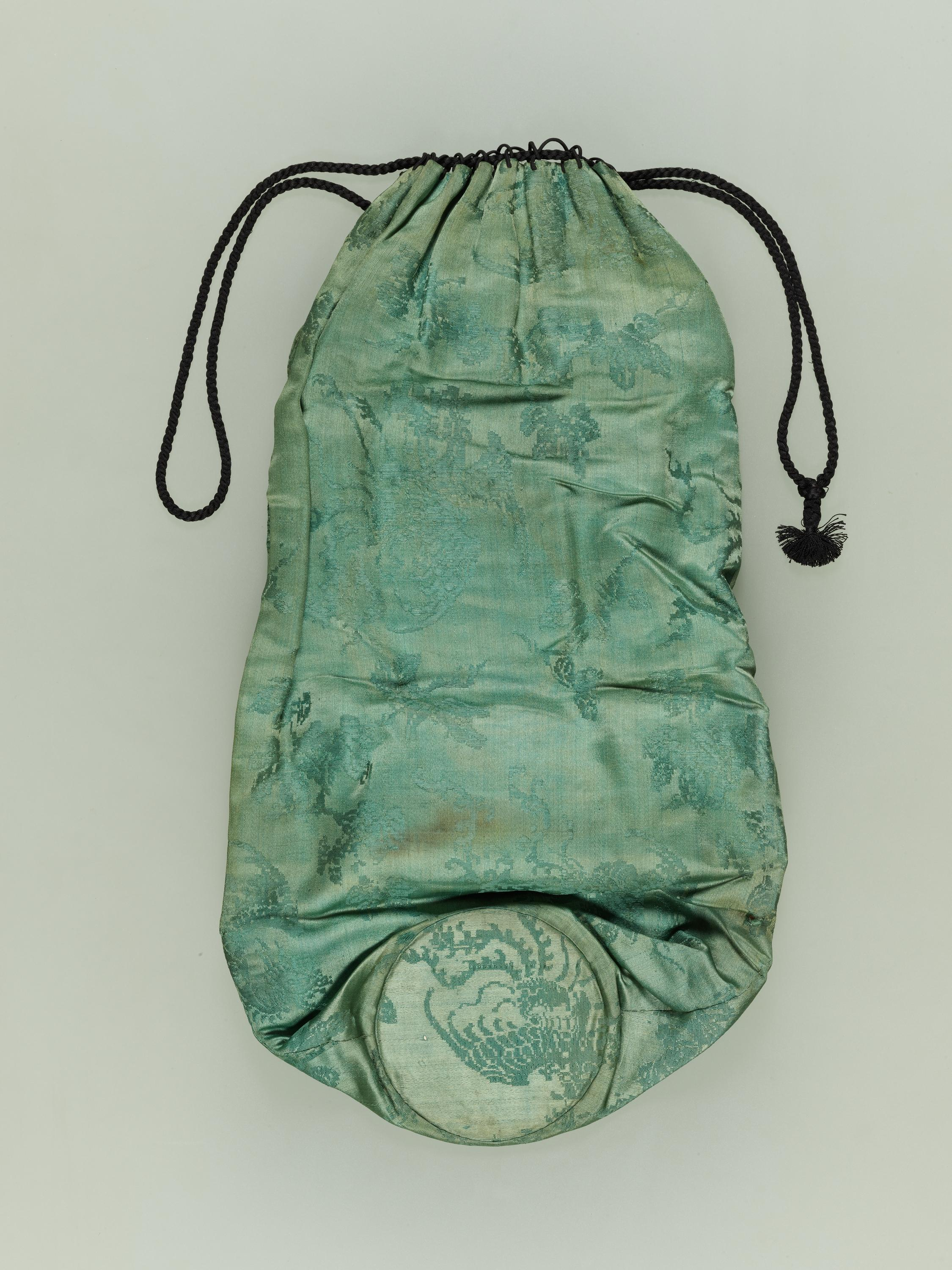
浅葱地桐鳳凰文緞小袋
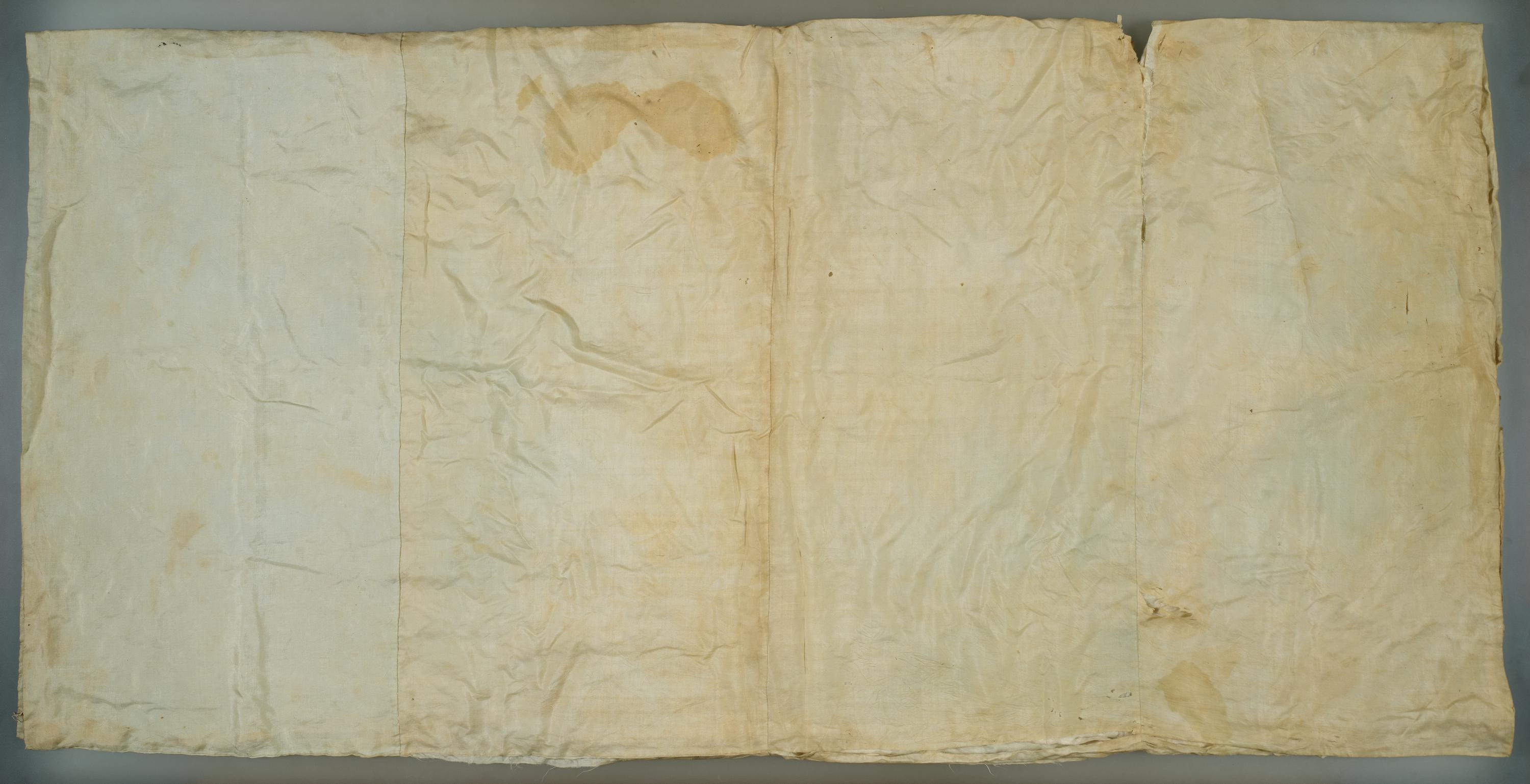
白地平絹包裂

## 来歴

### 製作地および製作年代
かつては唐で製作され飛鳥時代から奈良時代に日本へ伝来したものであると考えられていたが、1989年の中野の論考以降は日本製であるとの見方が通説となっている。製作年代については7世紀から8世紀頭にかけての間で見解が分かれており、通説と呼べる説はいまだ存在しない。研究史については「#製作地の変遷および製作年代」を参照。

### 所在地の変遷および国宝指定

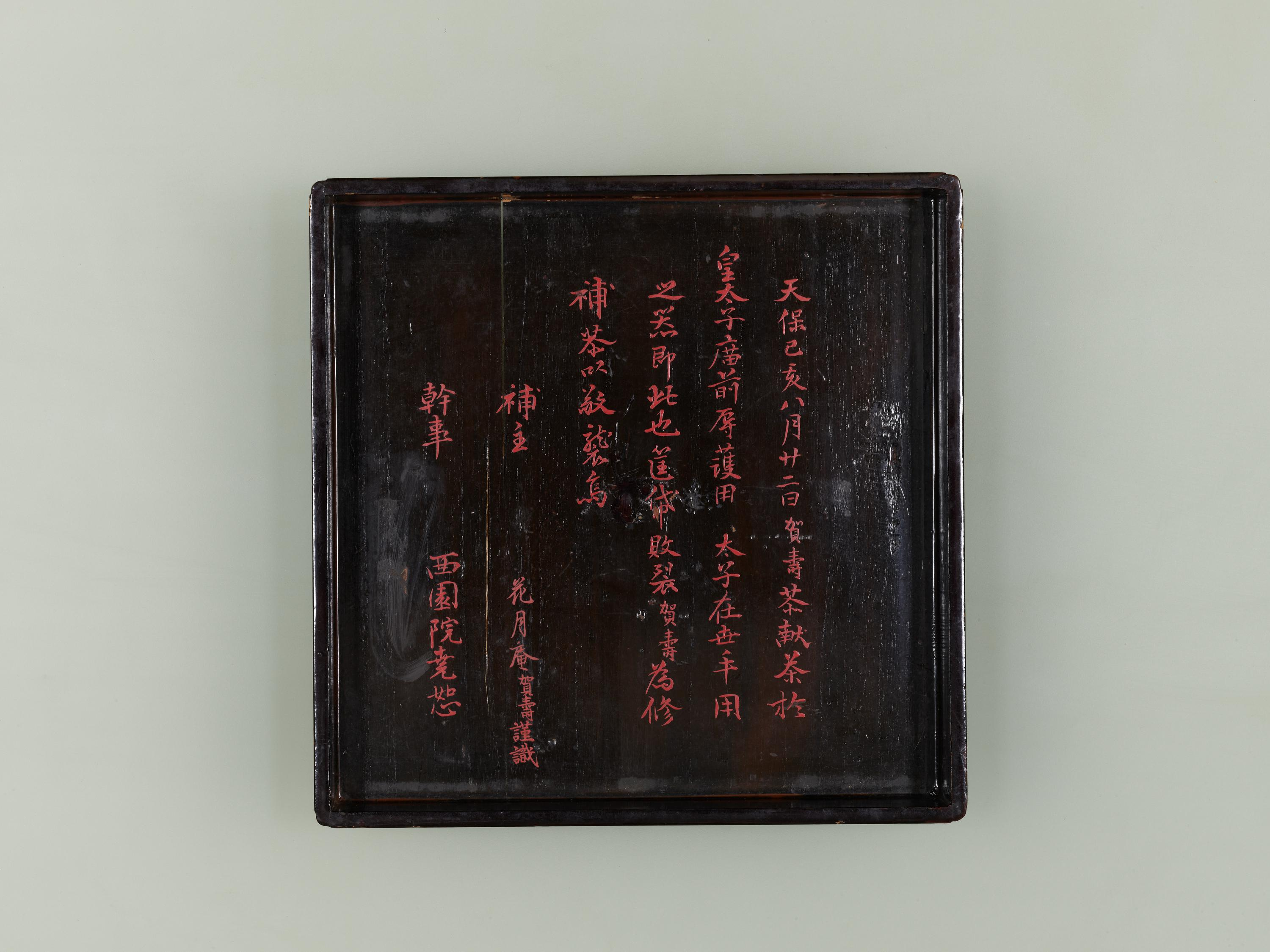
内箱のフタ裏面

747年の『法隆寺伽藍縁起并流記資財帳』に竜首水瓶は記載されておらず、加島は竜首水瓶が747年当時には法隆寺になかったと考えるのが自然であると述べている。それ以降の動向については諸説あるものの決着はついておらず、次に所在が明らかになるのは江戸時代にまで飛ぶ。竜首水瓶の存在に触れた最古かつ確定的な資料は1795年の田中訥言『法隆寺宝物図』である。また、付属品の漆箱のフタ内側の由緒書によれば、1839年に法隆寺の聖霊院で行われた茶会で使われたという。研究史については「#墨書および来歴」を参照。
明治時代に入ると当時の法隆寺住職・千早定朝が『古器物献備御願』を提出し、1878には正倉院を経て宮内庁へ移動した。1924年には法隆寺献納宝物を管理していた宮内庁の宝器主管が廃止されたことで帝室博物館へ、第二次世界大戦の戦局が緊迫してきた1941年には奈良帝室博物館へ、1945年には正倉院へ、1947年には東京国立博物館へと移動して2022年現在に至る。1949年には国有化され、1958年2月8日に「銀竜首胡瓶」の名で重要文化財に指定された。そして1964年5月には国宝へと昇格、1994年には金銀鍍竜首水瓶の名に改められた。

### 修復

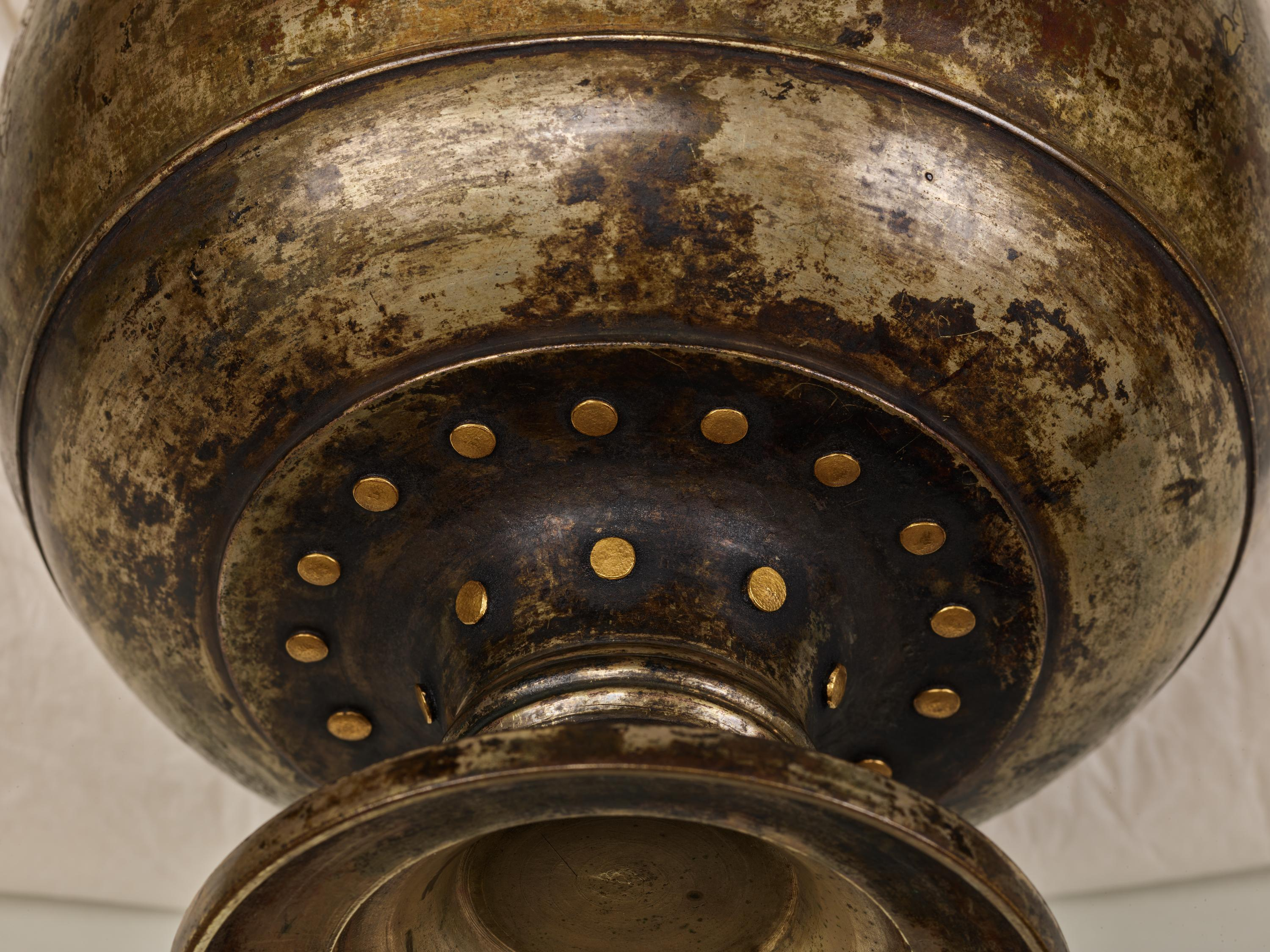
鋲が確認できる。

竜首水瓶は胴体底部と台脚が鋲によって固定されており、鋲の存在は外側から確認することができるが、1840年の『法隆寺什物図』に鋲の描写が確認されていないことから、この鋲は後世の大規模な修復によるものだと考えられている。修復の時期については、1876年の『法隆寺御蔵物品目録』に損傷について記載があり、1901年に撮影された写真に鋲が写っているため、19世紀末に行われていたとみられている。法隆寺献納宝物が法隆寺から正倉院へ移動したのは1878年3月でほとんどの宝物はその4年後の1882年に宮内庁へ移動しているが、竜首水瓶を含む12点のみが1878年5月と早期に移動されており、東京国立博物館の2022年の報告書はこの移動が修理を目的にしたものではないだろうかと推測している。

## 研究史

### 製作地の変遷および製作年代
竜首水瓶の形状やペガサスのモチーフはササン朝ペルシャの影響を強く受けたものであり、竜は中国文化の象徴であることから、かつては唐で製作され飛鳥時代から奈良時代に日本へ伝来したものであると考えられ、1958年の重要文化財指定時も唐時代の作だとされていた。1984年の文化庁監修『国宝』において鈴木は8世紀前半の唐の作だとし、道璿が736年に渡来した際に伝来したものではないかとの説を述べている。一方で野間は1958年にペガサスの羽根にある火焔模様および竜首の形状に白鳳文化との類似性を指摘し、日本製である可能性を指摘していた。
その後1989年に中野の論考がきっかけで唐時代の作であるとする定説が変わり始める。中野は竜首水瓶および同時期の日本製の金工品の竜の造形が、同時代の唐の工芸品と比べて平面的で簡略化されたものであることを指摘している。また、胴部の有翼馬文が比較的平面的な毛彫りである一方、ペルシャおよび唐の銀器は立体感のある高肉彫りを採用していることが多い点を指摘しているほか、有翼馬の翼の付け根や尾に描かれている火焔状文様の形状が鞍作止利系の仏像に刻まれたものと似ている点を挙げ、製作技術についても当時の日本で十分製作可能なものであることから、竜首水瓶は「日本製である可能性が極めて高いといえるだろう」と述べている。製作年代については有翼馬の連珠文に魚々子打ち（7世紀の作例が少なく、7世紀末から8世紀にかけて盛んに用いられている）ではなく毛彫りを採用している点や、先述の鞍作止利系の仏像との文様の共通点などから、7世紀なかば頃ではないかと推測している。この中野の論考以降は飛鳥時代・7世紀なかば頃の日本製との考えが通説となっていった。加島は2011年の論考で、唐の竜は上唇がまっすぐ前方に長く描かれる一方で竜首水瓶では短く上にめくれ上がっている点や、銅で鋳造したのちに複数回鍍金を施す複雑な製法を採用している点などから日本製であろうと推測している。一方で製作年代については、有翼馬の尻尾の文様を植物的であると評し、興福寺鎮壇具の銀皿（710年以前に唐から伝来）や東大寺の灌仏盤（752年以前に製作）に同様の文様があらわれていることを指摘し、7世紀末から8世紀はじめにかけての製作であろうと推測している。また、三田は2014年の論考でC字形に巻き込むような形の雲気文と百済との関連性を指摘し、初唐末期および百済の影響を受けた7世紀後半の作だと推測している。東京国立博物館は2022年の調査報告書で、眼球のガラスからバリウムが検出されていない点も日本製である根拠のひとつであるとし、通説である日本製説に異論はないと述べている一方で、製作年代については、古代の作であることは見解の統一がみられるものの具体的な時期について通説は存在しないと述べている。

### 墨書および来歴
胴部の墨書の解読について、1926年の帝室博物館編『帝室博物館図録』では「比曾丈六貢上◯◯六◯」と解読され、比蘇寺の丈六仏に献じられたものであるとされており、その後1940年の帝室博物館編『帝室博物館陳列名品十二種』では「比曾丈六貢高一尺六寸」と解読された。1959年には中野が「比曾丈六貢高一尺六寸」のあとに何らかの文字の痕跡が残っているとし、本水瓶の高さが曲尺および唐尺どちらを用いても一尺六寸ではないことから寸法に関して何か書かれていたのではないかと推測している。これ以降しばらくはこの中野の見方が通説として支持されてきたが、1989年の東野の論考をうけて変わっていく。
東野は赤外線テレビカメラによる調査をもとに、墨書は「北堂丈六貢高一尺六寸」と解読すべきであると述べ、北堂にある丈六仏に捧げられたものであり奈良時代に資材整理のために書かれた文章であろうと推測している。また、「北堂」があらわすものについては法隆寺内に「北堂」と呼ばれる建物が現存しないと述べつつ、大講堂の前身にあたる建物や上御堂などの可能性があるのではないかと推測している。以後、墨書の読み方については東野の説が通説となっており、東京国立博物館の2022年の調査結果も同説を追認している。一方で「北堂」および「丈六」がそれぞれどの建物・仏像を指すかについてはいまだ定説が存在せず、たとえば松浦は2004年に若草伽藍北方建物との説を、加島は2012年に西円堂との説を提示している。また、「一尺六寸」以降に文字があるかについては東京国立博物館の2022年の調査結果では確認できなかった。

### 器体の材質

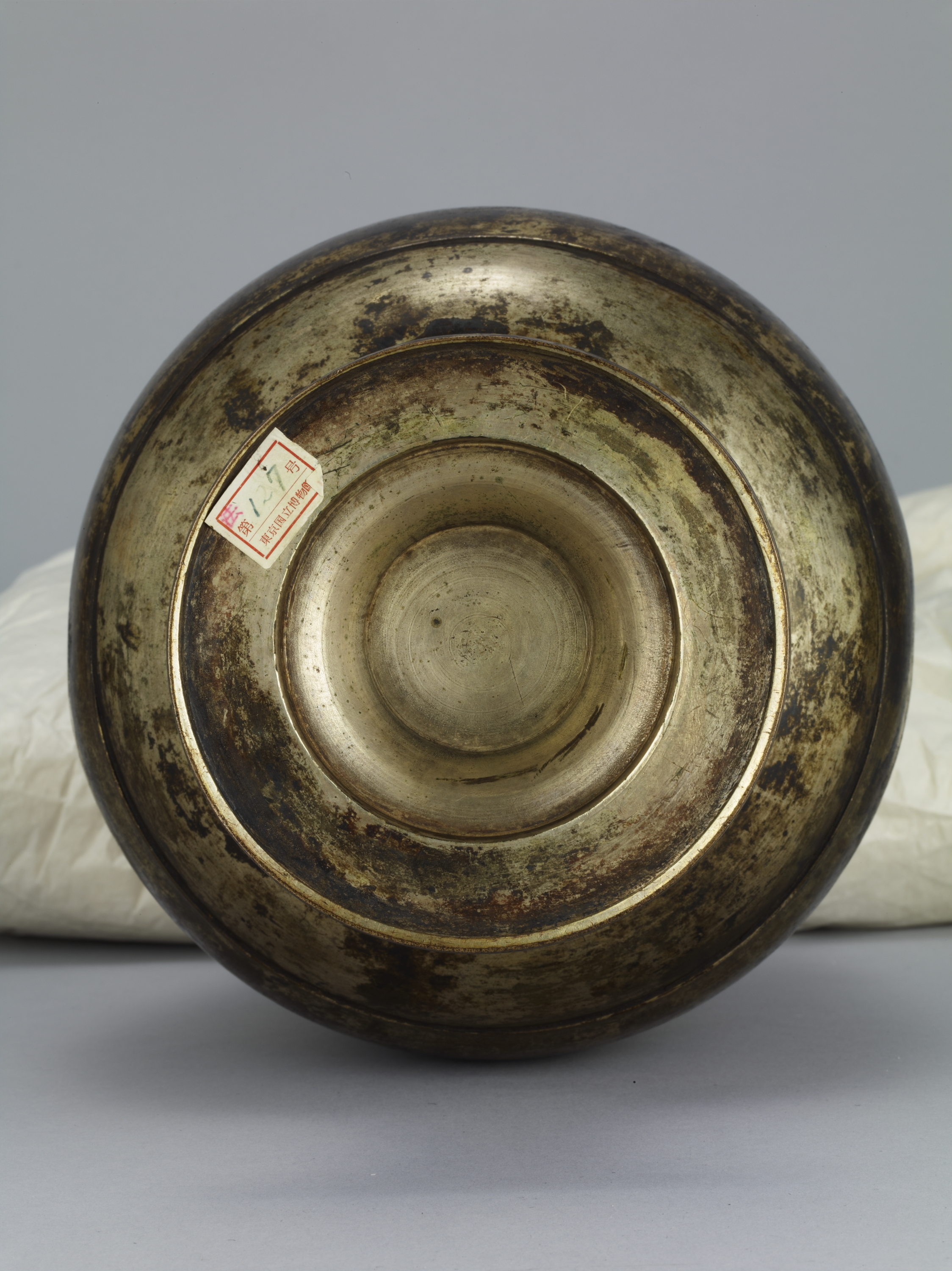
底面。銀色がもっとも残っている。

材質については、1958年以前は白銀色を呈する銅合金(響銅もしくは白銅)に金鍍金を施したものであるとする説が主流であった。天保13年の『法隆寺御宝物図絵』でも金銅製であると書かれている。しかし、1958年2月8日に銀製の「銀竜首胡瓶」として重要文化財に指定されたことで、銀製との説が主流になっていった。その後1964年にはその名称のまま国宝に指定されている。野間は1958年に脚部は少なくとも銀製であると述べ、頸部を銀製、胴部を銀製もしくは白銅製だと推測している一方、中野は1959年に「材質は一般に銀製といわれているが」と前置きしつつも、胴と取っ手に赤みのある古色が見られることから銅製である可能性を示唆している。1989年に三浦および平尾が蛍光X線を用いた科学的調査を行ったことで、竜首水瓶はすべての部位が銅製であること、その表面全体に金鍍金を施した上で銀鍍金を施し、金色部は銀の上にさらに金鍍金を施していること、水瓶の本体は上中下の三部位に分かれていることなどが判明した。2020年および2021年に再度行われたX線検査でも同様の結果が出ており、2022年現在は銅製が定説となっている。一方で議論の残る箇所もあり、摩耗の激しい頸部および取っ手の材質については科学調査で金とされているが目視では銀との見方が強くある。また、台脚に施された鋲についても、目視では金に見える一方で科学調査では金とは言えず、これらについては議論の余地が残っている。

## 評価

### 文化的な位置づけ
加島勝は「竜とペガサスという洋の東西に起源を有するモティーフが、下膨れの胴に把っ手を有する胡瓶と呼ばれるペルシャ風の器形によく調和している」と評している。鈴木友也は東西文化交流を裏付ける作品の中でも傑作であると述べている。東京国立博物館の三田覚之は文化的な位置づけについて、ペルシャの影響を受けた唐代の銀製品を古代日本の技術で再現している点から「壮大な文化交流と試行錯誤の中で造り上げられた」と述べ、その歴史的価値を「わが国の古代工芸を代表する記念碑的」と評している。

### 造形
蔵田蔵は竜首水瓶の造形美について、「竜頭から起り、台脚の下の拡がりまでつゝく輪郭の線はまことに見事な階調をもっており、造形の美しさは、高い気品にまで達している」と評している。鈴木友也は実用的な造形と竜というモチーフが融合している点について「独自の工芸美」と評し、「類品中とくにきわだった存在」であると評している。